# Kapelle Gatzweiler

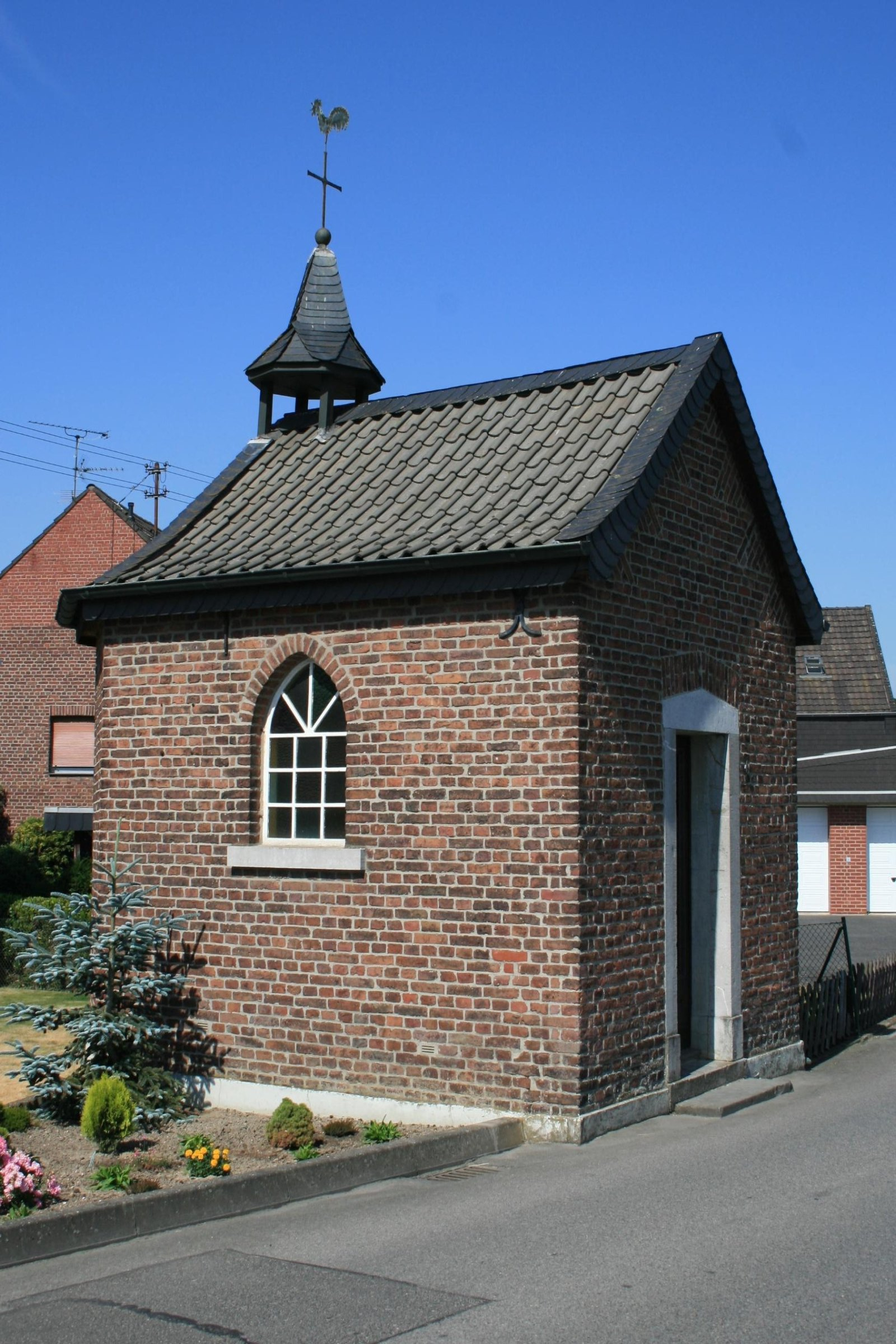
Kapelle (2010)

Die Kapelle Gatzweiler steht im Stadtteil Gatzweiler in Mönchengladbach (Nordrhein-Westfalen), Gatzweiler 6.
Die Kapelle „Zum Hl. Josef“ gehört zum Pfarrbezirk St. Rochus. Sie ist allseitig freistehend und grenzt mit ihrer Fassade an der vorbeiführenden Straße.
Das Bauwerk wurde 1853 erbaut. Es ist unter Nr. G 023 am 2. Juni 1987 in die Denkmalliste der Stadt Mönchengladbach eingetragen worden. Das Kirchlein ist als Honnschaftskapelle und aufgrund des Alters schützenswert.

## Architektur
Die Josefskapelle ist aus Backstein und hat einen abgesetzten Putzsockel. Die Straßenseite  hat ein Blausteingewände und einen aus schräg gemauerten Steinen angedeuteten Giebelschmuck. Das Dach ist ziegel- und schiefergedeckt und trägt einen Dachreiter mit Kreuz und Hahn.